# كيربي فريمان
كيربي فريمان (بالإنجليزية: Kirby Freeman)‏ هو لاعب كرة قدم أمريكية أمريكي، ولد في 28 مارس 1985 في أبيلين في الولايات المتحدة.